# Pietro Mocenigo
Pietro Mocenigo (ok. 1405 – 23 lutego 1476) – doża Wenecji od 1474 do 1476.